# Hoge Ham 124
Hoge Ham 124 (ook wel villa Vredeoord genoemd) is een villa in de Noord-Brabantse plaats Dongen. De villa was het woonhuis van Cees Bressers, een rijke industrieel in de leerlooierij en lid van de Eerste Kamer. Het is eind 19e eeuw ontworpen en gebouwd. Het huidige openbare park achter de villa was destijds de tuin.
Het gebouw is rijk versierd met onder meer een torentje tegen de zijgevel en een rijk gedecoreerde houten veranda in de stijl van de Italiaanse renaissance.
De familie Bressers heeft de villa tot 1950 bewoond. Daarna is het pand onder meer als gemeentehuis en Chinees restaurant in gebruik geweest. Sinds 2009 is het in gebruik als horecabestemming.